# Rudolf Miescher

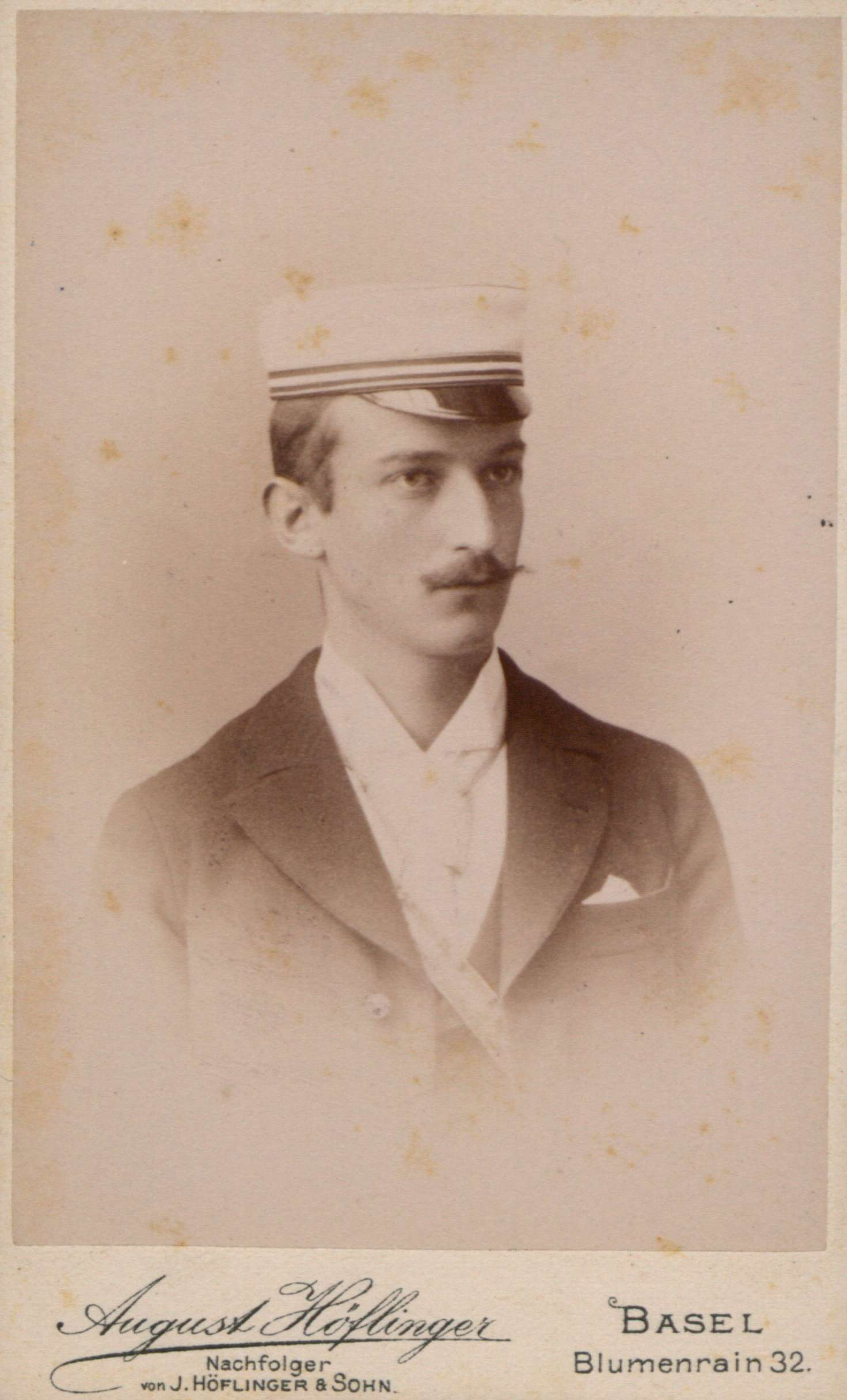
Rudolf Miescher (etwa 1899)

Rudolf Miescher (* 17. März 1880 in St. Gallen; † 31. Juli 1945 in Basel) war ein Schweizer Politiker und Offizier.
Rudolf Miescher kam 1891 mit der Familie seiner Eltern nach Basel. Nach dem Studium der Rechtswissenschaften in Basel und Berlin, das er mit der Promotion abschloss, wurde er von 1907 bis 1914 Zivilgerichtsschreiber und Vorsteher des Betreibungs- und Konkursamtes in Basel. 
Von 1911 bis 1914 war Miescher Basler Grossrat (Liberale Partei der Schweiz), 1914 bis 1930 Regierungsrat (zunächst als Vorsteher des Polizeidepartements, ab 1919 Baudirektor, von 1920 bis 1930 Finanzdirektor, zudem die ganze Zeit Vorsteher der Militärdirektion). Von 1919 bis 1931 war er zudem Nationalrat. Hier engagierte er sich für die Rheinschifffahrt, ferner setzte er sich für Basel als Sitz der Bank für Internationalen Zahlungsausgleich ein. Ab 1931 war er Verwaltungsrat der Ciba und der Gesellschaft für chemische Industrie. 
1925 war Miescher als Milizoffizier Kommandant des Basler Infanterieregiments 22 geworden. 1930 entschloss er sich, seine politischen Ämter niederzulegen und Berufsoffizier zu werden. 1931 wurde er Kommandant der 4. Division, ab 1934 bis zu seinem Rücktritt aus gesundheitlichen Gründen 1941 Kommandant des 3. Armeekorps. Von der Gründung 1943 bis zu seinem Tode war Miescher auch Präsident der Stiftung Militärbibliothek Basel-Stadt.
Rudolf Miescher blieb unverheiratet, sein Onkel war der Basler Physiologe Friedrich Miescher.